# 5 мая
5 мая — 125-й день года (126-й в високосные годы) по григорианскому календарю.
До конца года остаётся 240 дней.
До 15 октября 1582 года — 5 мая по юлианскому календарю, с 15 октября 1582 года — 5 мая по григорианскому календарю.
В XX и XXI веках соответствует 22 апреля по юлианскому календарю.

## Праздники и памятные дни
См. также: Категория:Праздники 5 мая

### Международные
- Международный день борьбы за права инвалидов (1992).
- Международный день акушерки (1992).
- ООН — Всемирный день португальского языка (2022)
- День квадратного корня (если две последние цифры года — 25)

### Национальные
- Австрия — День борьбы с насилием и расизмом (1945).
- Беларусь — День печати (ранее — День советской печати).
- Дания — День освобождения (1945).
- Нидерланды — День освобождения (1945).
- Кыргызстан — День конституции (1993).
- Мексика — Годовщина битвы у Пуэблы или Синко де Майо (1862).
- Палау — День пожилых людей.
- Россия — День водолаза[2].
- Таиланд — День коронации (1946).
- Эфиопия — День Свободы (1941).
- Япония — День детей (Кодомо-но хи) (1948).
- Республика Корея — Детский день (Орини Наль) (1923).
- Турция и другие тюркоязычные страны — Праздник встречи весны «Хедерлез» (отмечается с вечера 5 мая на вечер 6 мая).

### Религиозные

#### Католицизм
- Память блаженной Катерины Читтадини;
- память святого Ангела Иерусалимского;
- память святого Нунцио Сульприцио;
- память блаженного Эдмунда Игнатия Райса[англ.];
- память святого Илария Арелатского;
- память святой Ютты Хелмжской, Зангерхаузенской, Тюрингской[англ.].

#### Православие[3][4]
- Память апостола Варфоломея (Нафана́ила), апостолов от 70 Луки и Климента (I);
- память мученика Епиподия Лионского (ок. 177);
- память преподобного Виталия Александрийского (609—620);
- память преподобного Феодора Сикеота, епископа Анастасиупольского (613);
- перенесение мощей благоверного князя Всеволода, во Святом Крещении Гавриила, Новгородского, Псковского чудотворца (1834);
- память священномученика Евстафия Малаховского, пресвитера (1918);
- память священномученика Платона, епископа Банялукского (1941) (Сербская православная церковь);
- память мученика Димитрия Власенкова (1942);
- Собор новомучеников, в Бутове пострадавших (переходящее празднование в 2018 году).

### Именины
- Католические: Джудит, Екатерина, Игнатий, Хилари, Ютта, Эдмунд.
- Православные: Варфоломей, Виталий, Всеволод, Гавриил, Дмитрий, Евстафий, Климент, Лука, Платон, Нафанаил, Неарх, Феодор.

## События
См. также: Категория:События 5 мая

### До XIX века
- 553 — открылся Второй Константинопольский собор.
- 1260 — Хубилай становится Великим ханом монгольской империи.
- 1494 — Христофор Колумб приплыл к Ямайке[5][6].
- 1581 — В городе Острог вышел в свет календарь Ивана Фёдорова — первый печатный восточнославянский календарь. К каждому месяцу были напечатаны стихи белорусского поэта Андрея Рымши.
- 1751 — португальский министр иностранных дел Себастьян Помбал обуздал власть инквизиции в Португалии, издав указ, по которому аутодафе не должно происходить без правительственного одобрения.
- 1762 — подписан Петербургский мирный договор.
- 1788 — испанский мореплаватель Мартинес (Estebàn José Martinez) объявил остров Ванкувер (ныне в Канаде) собственностью Испании.
- 1789 — король Людовик XVI созывает Генеральные штаты, впервые с 1614 года. Неспособность прийти к компромиссу в ходе заседаний стала толчком для начала Великой французской революции.

### XIX век
- 1811 — окончание битвы при Фуэнтес-де-Оньоро.
- 1816
  - Карл Август Саксен-Веймар-Эйзенахский представил первую немецкую конституцию.
  - Опубликован первый сонет английского поэта Джона Китса (John Keats).
- 1821 — смерть Наполеона I на острове Святой Елены.
- 1836 — В Бельгии введена в строй первая в континентальной Европе железная дорога. Она связала города Мехелен и Брюссель.
- 1842 — Великий пожар в Гамбурге.
- 1849 — Фёдор Достоевский вместе с другими членами революционного кружка петрашевцев по доносу провокатора Антонелли арестован и заключён в Петропавловскую крепость. Позже был вынесен 21 смертный приговор (в том числе и Ф. М. Достоевскому, но перед самым приведением он был заменён ссылкой).
- 1862 — в ходе Французской интервенции в Мексику произошла Битва при Пуэбле, в которой французские войска под командованием Шарля де Лорансье были побеждены мексиканской армией под командованием Игнасио Сарагосы. В честь этого события в Мексике и США ежегодно отмечается 5 мая (мексиканский праздник).
- 1873 — заключён Скандинавский валютный союз между Данией и Швецией.
- 1891 — в Нью-Йорке открылся концертный зал Music Hall (сейчас Карнеги-холл); дирижёром первого концерта на открытии был П. И. Чайковский.

### XX век
- 1912 — вышел первый номер газеты «Правда».
- 1919
  - Рада Украинской Народной Республики вынесла постановление об организации Украинской автокефальной церкви — самостоятельной, независимой ни от какой Церкви, в том числе, от Московского патриархата.
  - В Париже подписан акт о создании «Лиги обществ Красного Креста» (с ноября 1991 года — «Международная Федерация обществ Красного Креста и Красного Полумесяца»).
- 1921 — во Франции впервые представлены духи «Chanel No. 5».
- 1925 — в американском городке Дейтон (штат Теннесси) арестован 24-летний школьный учитель Джон Скоупс (John Scopes), осмелившийся преподавать запрещённую законами штата эволюционную теорию Чарльза Дарвина. Судебный процесс, который начался через два месяца, был окрещён «Обезьяньим» и привлёк внимание всего мира.
- 1926 — в связи с Днём печати на Тверском бульваре в Москве открылся первый книжный базар, ставший традиционным.
- 1927 — на Волховской ГЭС прошёл пуск первого советского генератора.
- 1929 — первый полёт цельнометаллического трёхдвигательного пассажирского самолёта АНТ-9.
- 1931 — в Лондоне состоялся первый концерт английского Королевского балета.
- 1936 — захват итальянскими войсками под командованием Пьетро Бадольо столицы Эфиопии (Марш железной воли).
- 1942
  - В США введены карточки на сахар.
  - Начало военной интервенции союзников на Мадагаскар.
- 1944 — введена в эксплуатацию первая очередь Каменск-Уральского металлургического завода (КУМЗ).
- 1945
  - Капитуляция немецких войск в Голландии.
  - Начало Пражского восстания, организованного чешскими патриотами и поддержанного 1-й пехотной дивизией РОА.
- 1946 — французы на референдуме высказались против проекта новой конституции.
- 1949 — представители 10 государств подписали в Лондоне Устав Совета Европы.
- 1951 — в Великобритании представлен игровой компьютер «Nimrod».
- 1954 — в результате военного переворота в Парагвае к власти пришёл Альфредо Стресснер.
- 1956 — в Токио начался первый чемпионат мира по дзюдо.
- 1961 — первый американский суборбитальный полёт на космическом корабле «Меркурий» (МР-3) Алана Шепарда.
- 1966
  - Вышел первый номер газеты «Книжное обозрение».
  - Во второй раз британский хит-парад возглавила группа Manfred Mann, на этот раз с песней «Pretty Flamingo».
- 1972 — катастрофа DC-8 под Палермо (Сицилия). Погибли 115 человек.
- 1975 — с конвейера Ленинградского производственного объединения «Кировский завод» сошли первые 300-сильные тракторы К-701.
- 1987 — Американский Конгресс начал слушание по скандалу Ирангейт.
- 1988 — первая телетрансляция с вершины Эвереста.
- 1990 — учреждена Социал-демократическая партия Российской Федерации.
- 1992 — Крымский парламент провозгласил независимость Крыма и назначил на август референдум о подтверждении этого статуса.
- 1993 — принята первая Конституция независимого Кыргызстана.
- 1994 — парламентские структуры Армении, Нагорного Карабаха и Азербайджана подписали Бишкекский протокол, призывающий к перемирию.
- 1999
  - Македония закрыла свои границы для албанских беженцев из Косова.
  - Впервые в истории Великобритании состоялись выборы парламента Шотландии.

### XXI век
- 2003 — в Санкт-Петербурге состоялось открытие памятника академику Сахарову работы Левона Лазарева.
- 2004 — Тайваньский парламент принял новый закон о письменности, согласно которому все официальные документы должны писаться слева направо.
- 2005 — в Конго разбился самолёт «Ан-26», пострадали 10 человек, один из них выжил.
- 2007 — в Дуале произошла катастрофа самолёта Boeing 737-800 компании Kenya Airways, погибли 114 человек. Крупнейшая авиакатастрофа в Камеруне.
- 2019 — катастрофа SSJ 100 в Шереметьево (41 погибший).
- 2025 — конец работы Skype.

## Родились
См. также: Категория:Родившиеся 5 мая

### До XIX века
- 1599 — Оливер Кромвель (ум. 1658), лидер Английской революции, лорд-протектор Англии (с 1653), Шотландии и Ирландии.
- 1652 — Борис Шереметев (ум. 1719), российский военный деятель, дипломат, генерал-фельдмаршал, первый граф России.
- 1777 — князь Александр Шаховской (ум. 1846), русский драматург, поэт, член «Беседы любителей русского слова» и Российской Академии, начальник репертуарной части петербургских императорских театров.

### XIX век
- 1811 — Джон Дрейпер (ум. 1882), американский философ, историк, химик и фотограф, первым сделавший фотографию Луны.
- 1813 — Сёрен Кьеркегор (ум. 1855), датский философ, психолог и теолог, основоположник экзистенциализма.
- 1815 — Эжен Марен Лабиш (ум. 1888), французский романист и драматург, комедиограф, автор водевилей.
- 1817 — Василий Кокорев (ум. 1889), крупный русский предприниматель и меценат, коллекционер.
- 1818 — Карл Маркс (ум. 1883), немецкий философ, экономист, социолог и политик, основоположник теории коммунизма.
- 1819 — Станислав Монюшко (ум. 1872), польский и белорусский композитор, дирижёр, педагог, основоположник национальной оперной школы.
- 1822 — Николай Ильминский (ум. 1892), русский педагог-миссионер, востоковед, библеист, автор учебников на татарском, казахском и других языках.
- 1846 — Генрик Сенкевич (ум. 1916), польский писатель, автор исторических романов, нобелевский лауреат (1905).
- 1858 — Пьер Адольфо Тиринделли (ум. 1937), итальянский скрипач, композитор и педагог.
- 1864 — Нелли Блай (ум. 1922), американская журналистка, писательница, предпринимательница и благотворительница.
- 1869 — Борис Розинг (ум. 1933), российский и советский физик, изобретатель, осуществивший в 1911 первую в мире телепередачу по системе с электронно-лучевой трубкой.
- 1877 — Георгий Седов (ум. 1914), русский гидрограф, исследователь Арктики.
- 1882 — Дуглас Моусон (ум. 1958), австралийский геолог, исследователь Антарктики, автор трудов по геологии и гляциологии.
- 1884 — Карл Осберн (ум. 1966), американский стрелок из винтовки, 5-кратный олимпийский чемпион (1912, 1920).
- 1887 — Джеффри Фишер (ум. 1972), 99-й архиепископ Кентерберийский (1945—1961).
- 1889 — Николай Воронов (ум. 1968), советский военачальник, Главный маршал артиллерии (1944), Герой Советского Союза.

### XX век
- 1905 — Мария Канилья (ум. 1979), итальянская оперная певица (сопрано), педагог.
- 1906
  - Виталий Полицеймако (ум. 1967), актёр театра и кино, народный артист СССР.
  - Николай Ренков (ум. 1988), советский кинооператор, специалист в области комбинированных съёмок.
- 1907 — Ирина Вильде (наст.имя Дарина Макогон; ум. 1982), украинская советская писательница.
- 1908 — Курт Бёме (ум.1989), немецкий оперный певец (бас).
- 1914 — Тайрон Пауэр (ум. 1958), американский киноактёр.
- 1915 — Евгений Долматовский (ум. 1994), поэт-песенник, лауреат Государственной премии СССР.
- 1916 — Максим Цагараев (ум. 1990), осетинский советский писатель, драматург, сценарист.
- 1919 — Георгиос Пападопулос (ум. 1999), греческий государственный и военный деятель, глава хунты «чёрных полковников».
- 1921 — Артур Леонард Шавлов (ум. 1999), американский физик, лауреат Нобелевской премии (1981).
- 1922 — Кира Смирнова (ум. 1996), советская и российская артистка эстрады, пародистка, исполнительница песен и романсов, заслуженная артистка РФ.
- 1923 — Михаил Егоров (погиб в 1975), советский разведчик, сержант Красной Армии, в 1945 вместе с Мелитоном Кантарией водрузивший Знамя Победы на крыше Рейхстага.
- 1924 — Леопольдо Торре Нильссон (ум. 1978), аргентинский кинорежиссёр, сценарист, продюсер.
- 1925 — Владимир Вавилов (ум. 1973), русский советский музыкант и композитор, создатель музыкальных мистификаций, автор музыки песни «Город золотой».
- 1926 — Римма Быкова (ум. 2008), актриса театра и кино, театральный режиссёр, народная артистка РСФСР.
- 1928 — Анатолий Иванов (ум. 1999), русский писатель-прозаик и сценарист, Герой Социалистического Труда.
- 1929 — Ибрагим Юсупов (ум. 2008), каракалпакский поэт, переводчик, драматург, народный поэт Узбекистана.
- 1930 — Леонид Абалкин (ум. 2011), советский и российский экономист, академик, государственный деятель.
- 1931 — Николай Кондратюк (ум. 2006), украинский певец (баритон), педагог, общественный деятель, народный артист СССР.
- 1932
  - Марк Эрмлер (ум. 2002), дирижёр, педагог, народный артист РСФСР.
  - Леонид Жуховицкий, советский и российский писатель-прозаик, драматург, публицист.
- 1934 — Анри Конан Бедье (ум. 2023), второй президент Кот-д’Ивуара (1993—1999).
- 1937
  - Юрий Назаров, советский и российский актёр театра и кино, народный артист РФ.
  - Чан Дык Лыонг (ум. 2025), вьетнамский государственный и политический деятель; президент Вьетнама с 1997 по 2006 год.
- 1938
  - Вячеслав Осипов (ум. 2009), певец оперы и оперетты, драматический тенор, народный артист РСФСР.
  - Ежи Сколимовский, польский кинорежиссёр, сценарист и актёр.
- 1940
  - Михаил Юзовский (ум. 2016), советский и российский кинорежиссёр, театровед.
  - Лион Измайлов (наст.фамилия Поляк), советский и российский писатель-сатирик, сценарист, артист эстрады.
  - Лэнс Хенриксен, американский актёр и художник.
- 1941 — Александр Рагулин (ум. 2004), советский хоккеист, трёхкратный олимпийский чемпион, многократный чемпион мира.
- 1943
  - Майкл Пейлин, британский актёр, писатель, телеведущий, один из участников группы «Монти Пайтон».
  - Рафаэль (Мигель Рафаэль Мартос Санчес), испанский певец.
- 1944
  - Роман Джинджихашвили, американский шахматист, гроссмейстер.
  - Джон Рис-Дэвис, британский актёр.
- 1948 — Билл Уорд, первый барабанщик английской рок-группы «Black Sabbath», автор песен.
- 1952 — Алекс Уэбб, выдающийся американский фотограф.
- 1956 — Лиза Айлбахер, американская актриса кино и телевидения.
- 1957 — Ричард Грант (урожд. Ричард Грант Эстерхёйсен), британский актёр.
- 1966
  - Любовь Егорова, советская и российская лыжница, 6-кратная олимпийская чемпионка, трёхкратная чемпионка мира.
  - Ирина Салтыкова, советская и российская поп-певица, актриса, дизайнер и телеведущая.
- 1968 — Юрий Калитвинцев, советский, российский и украинский футболист и футбольный тренер.
- 1972 — Джеймс Крэкнелл, британский гребец (академическая гребля), двукратный олимпийский чемпион.
- 1980 — Йосси Бенаюн, израильский футболист.
- 1981 — Крейг Дэвид, британский поп-певец, музыкант, автор песен.
- 1983 — Генри Кавилл, британский актёр.
- 1986 — Владимир Орлов, российский композитор, музыковед, педагог, общественный деятель.
- 1987 — Маша Вебер, российская певица и актриса.
- 1988 — Адель (Адель Лори Блу Эдкинс), английская певица и автор песен, обладательница 15 премий «Грэмми».
- 1989 — Крис Браун, американский певец, рэпер, композитор, танцор и актёр.
- 1990 — Дарси Кемпер, канадский хоккеист, вратарь, чемпион мира (2021).
- 1993 — Рикард Ракелль, шведский хоккеист, чемпион мира (2018).
- 1997 — Митч Марнер, канадский хоккеист.
- 1999 — Нейтан Чен, американский фигурист-одиночник, двукратный олимпийский чемпион, трёхкратный чемпион мира (2018, 2019, 2021).

### XXI век
- 2003 — Карлос Алькарас, испанский теннисист.

## Скончались
См. также: Категория:Умершие 5 мая

### До XIX века
- 449 — Иларий Арелатский (401), епископ Арле; святой католической и православной церквей[7].
- 1705 — Эрнст Глюк (р.1652), немецкий лютеранский пастор и богослов, переводчик Библии на латышский и русский языки.

### XIX век
- 1821 — Наполеон I (р.1769), император французов (1804—1814, 1815).
- 1827
  - Фридрих Август I (р.1750), король Саксонии (с 1806);
  - убит Георгиос Караискакис (р.1782), греческий военачальник периода Войны за освобождение Греции.
- 1842 — Карл Толь (р.1777), российский генерал от инфантерии, граф, участник наполеоновских войн.
- 1852 — Хаджи-Мурат (р.ок.1818), вождь кавказских горцев.
- 1859 — Петер Густав Лежён Дирихле (р.1805), немецкий математик.
- 1874 — Марк Габриэль Шарль Глейр (р.1806), швейцарский художник и педагог.
- 1889 — Энрико Альбанезе (р.1834), итальянский хирург.
- 1892 — Август Вильгельм Гофман (р.1818), немецкий химик-органик.

### XX век
- 1902 — Брет Гарт (р.1836), американский писатель.
- 1904 — Мор Йокаи (р.1825), венгерский писатель-романист.
- 1907 — Георг Карл Христиан Захарие (р.1835), датский учёный-геодезист.
- 1918 — Нико Пиросманишвили (р.1862), грузинский живописец-самоучка.
- 1952 — Альберто Савинио (р.1891), итальянский писатель, художник и композитор.
- 1955 — Анна Остроумова-Лебедева (р.1871), художница.
- 1957 — Михаил Гнесин (р.1883), композитор, педагог.
- 1969 — Теофилис Тильвитис (р.1904), литовский советский поэт и переводчик.
- 1972
  - Мартирос Сарьян (р.1880), армянский художник.
  - Роже Куртуа (р.1912), французский футболист.
- 1976 — Георгий Дзоценидзе (р.1910), советский геолог, академик Грузинской АН.
- 1981 — Раззак Хамраев (р.1910), народный артист СССР и Узбекистана.
- 1985 — Картер Браун (р.1923), англо-австралийский писатель, автор детективов.
- 1995 — Михаил Ботвинник (р.1911), 6-й чемпион мира по шахматам.

### XXI век
- 2002 — Андрей Ростоцкий (р. 1957), советский и российский актёр, кинорежиссёр, телеведущий, каскадёр.
- 2008 — Анатолий Днепров (р. 1947), российский певец, музыкант, композитор, поэт-песенник.
- 2010 — Джульетта Симионато (р. 1910), итальянская певица.
- 2011
  - Клод Стэнли Шулз (р.1901), последний ветеран Первой мировой войны.
  - Георгий Саркисьянц (р. 1934), советский и российский спортивный журналист, телекомментатор.
- 2023 — Сийри Рантанен (р. 1924), финская лыжница, олимпийская чемпионка (1956).
- 2024
  - Гопал Кришна Госвами (имя при рождении Гопал Кришна Кханна р. 1944), индийский кришнаитский гуру, один из духовных лидеров Международного общества сознания Кришны.
  - Александр Горленко (р. 1944), советский и российский режиссёр мультипликации, художник-мультипликатор, педагог.
  - Этелька Кенез Хека (р. 1936), венгерская певица, поэтесса, писательница.
  - Владимир Кузнецов (р. 1927), советский и российский историк и археолог, доктор исторических наук.
  - Сесар Луис Менотти (р. 1938), аргентинский футболист и футбольный тренер; победитель чемпионата мира (1978).
  - Бернард Хилл (р. 1944), британский актёр кино и телевидения.
- 2025
  - Луис Гальван (р. 1948), аргентинский футболист, защитник; чемпион мира (1978).
  - Радик Мартиросян (р. 1936), советский и армянский физик (квантовая электроника, радиофизика и радиоастрономия), президент Национальной академии наук Республики Армения (2006—2021).
  - Джузеппе Мойоли (р. 1927), итальянский гребец, олимпийский чемпион по академической гребле (1948), многократный чемпион Европы.

## Приметы
Лука / День Луки / Лукин день / Ведьмины хороводы
- На Луку высаживают на грядки лук.
- Тёплый май весну снаряжает (начинает). Ночью заморозит, так сорок утренников ещё на хлеб падёт = сорок утренних морозов на все лето, пока хлеб в поле стоит[8].